# Brick (elettronico)
Quando viene utilizzato in riferimento a elettronica di consumo, il brick (in inglese mattone) descrive un dispositivo elettronico, come uno smartphone, console, router o tablet computer che, a causa di un errore di configurazione serio, firmware corrotto o problema hardware, non può più funzionare. Il termine deriva vagamente dalla forma cuboide di molti dispositivi elettronici e che il dispositivo può funzionare solo come un grande oggetto pesante, ha quindi la stessa utilità di un mattone.
Il termine può anche essere usato come un verbo. Ad esempio, "ho brickato il mio lettore MP3, quando ho provato a modificare il suo firmware".

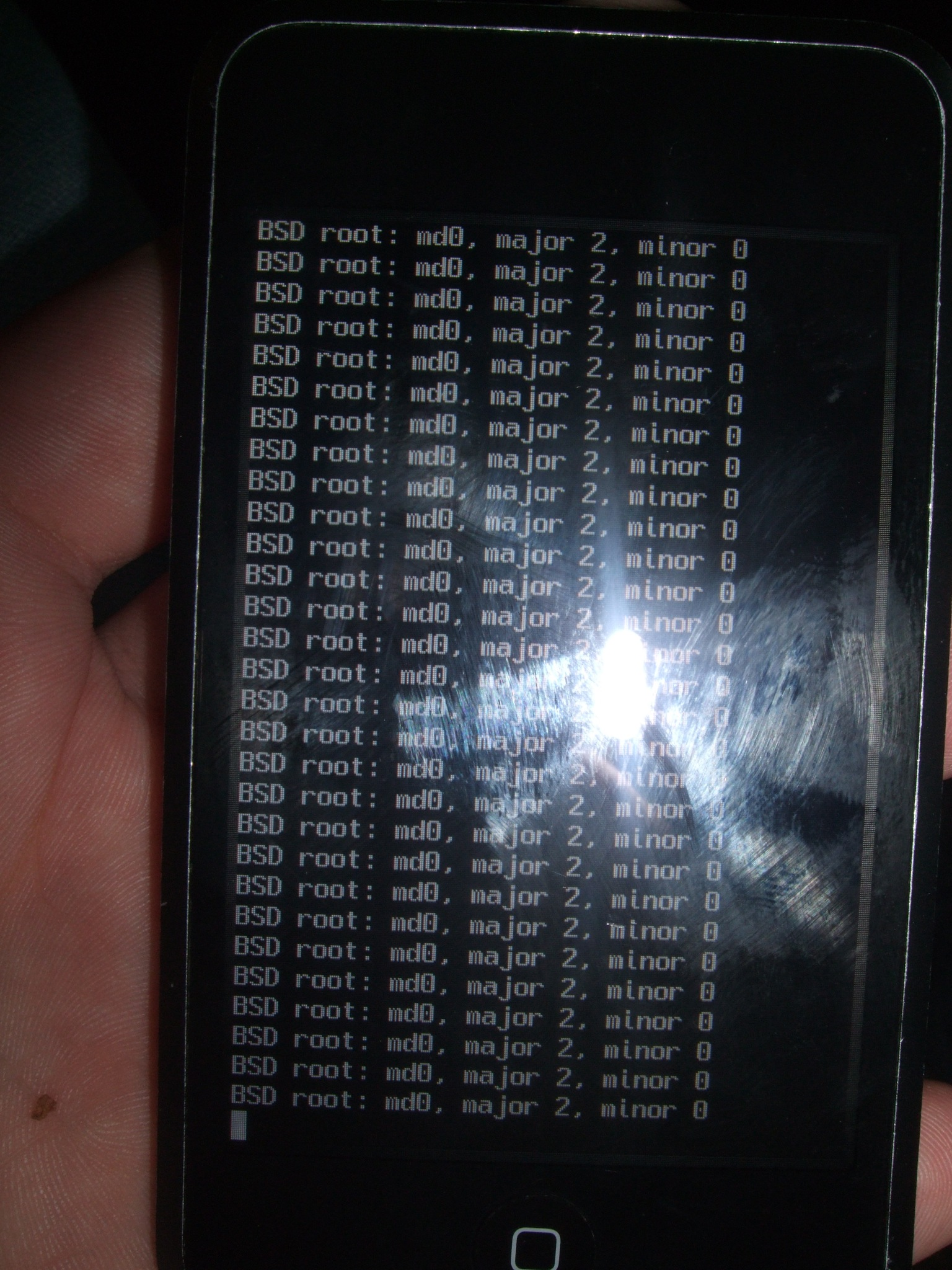
Un Ipod Brickato, probabilmente dovuto a un jailbreak fallito

## Causa e prevenzione
Il bricking di un dispositivo è più comunemente associato al risultato di un aggiornamento di sistema interrotto. 
Molti aggiornamenti non dovrebbero essere interrotti, in quanto modificano il firmware, una parte importantissima di un elaboratore. Un possibile risultato di un'interruzione è una sovrascrittura totale o parziale del firmware, la quale può rendere l'elaboratore in questione inoperabile.
I dispositivi possono risultare Brickati se colpiti da malware o anche dispositivi o applicazioni di terze parti che potrebbero causare danni per colpa di diversi errori, anche se questo non era l'obiettivo.
Nota: Malware per computer che causano danni così devastanti all'elaboratore in questione sono veramente rari per merito delle precauzioni di sicurezza presenti nella maggior parte dei sistemi operativi utilizzati oggi. un noto esempio è CIH
Il bricking di dispositivi può anche essere il risultato di una violazione dei diritti di servizio di un'azienda, ma questo fenomeno è molto raro.

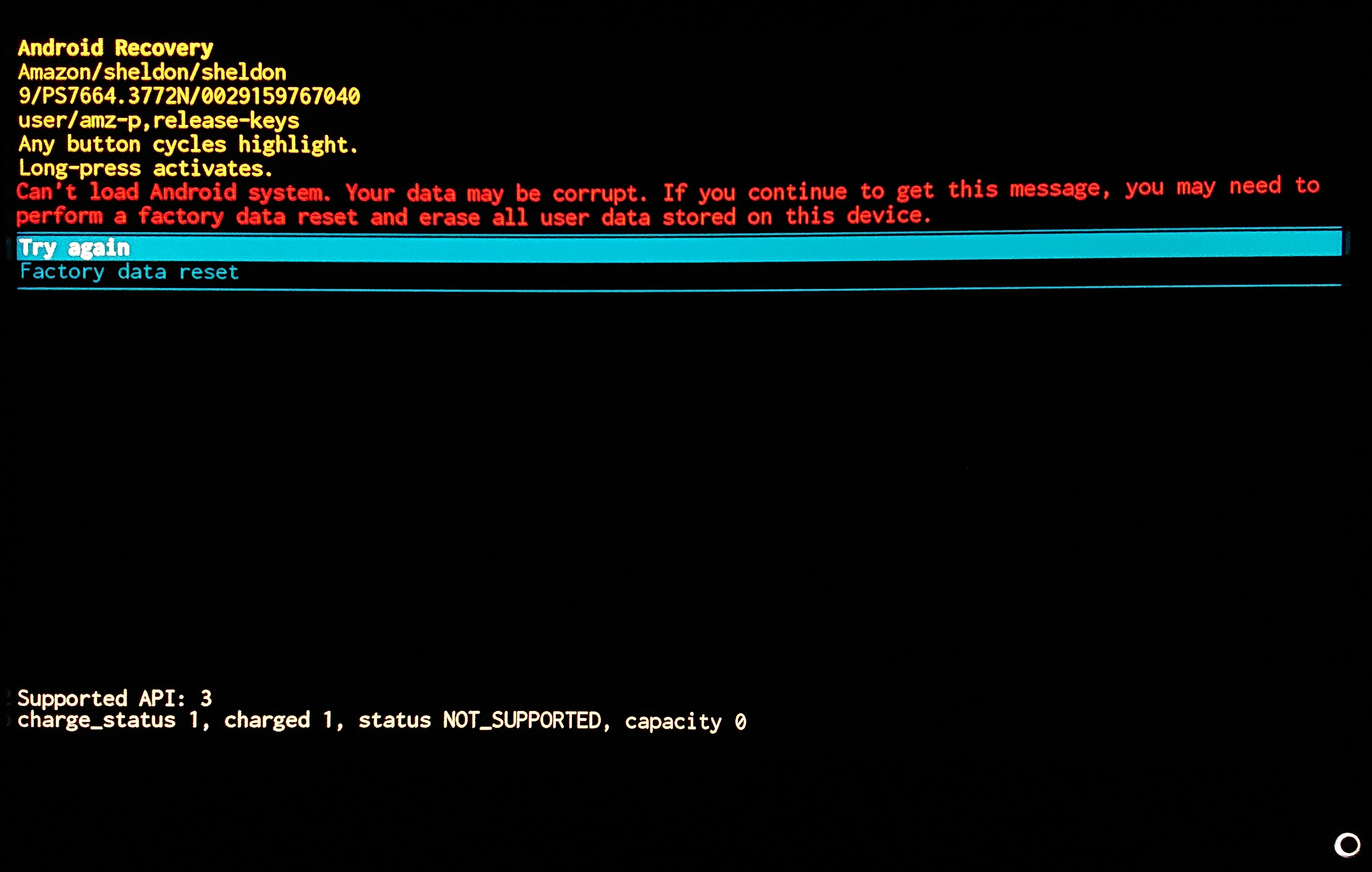
Un Amazon Fire TV Stick Lite è in modalità di ripristino d'emergenza. Si è riavviato in questa modalità poiché la partizione /data si è danneggiata a causa di un chip eMMC difettoso. Poiché il sistema di ripristino si avvia ancora, ma il chip eMMC è comunque guasto, si tratta di una combinazione tra un brick parziale (soft brick) e un brick completo (hard brick).

Il rischio di Bricking può essere limitato prendendo precauzioni specialmente quando si aggiorna il sistema. Una buona opzione è una Emergency power supply.
Inoltre, molti dispositivi tengono i backup del loro firmware nella ROM, così quando il firmware viene corrotto, il dispositivo può copiarlo e ri-caricarlo nella memoria principale.

## Tipi di Bricking
Esistono due tipi di bricking principali.

### Soft Brick
Un dispositivo soft-brickato potrebbe mostrare diversi segni di vita, ma non funziona più nel modo tradizionale. 

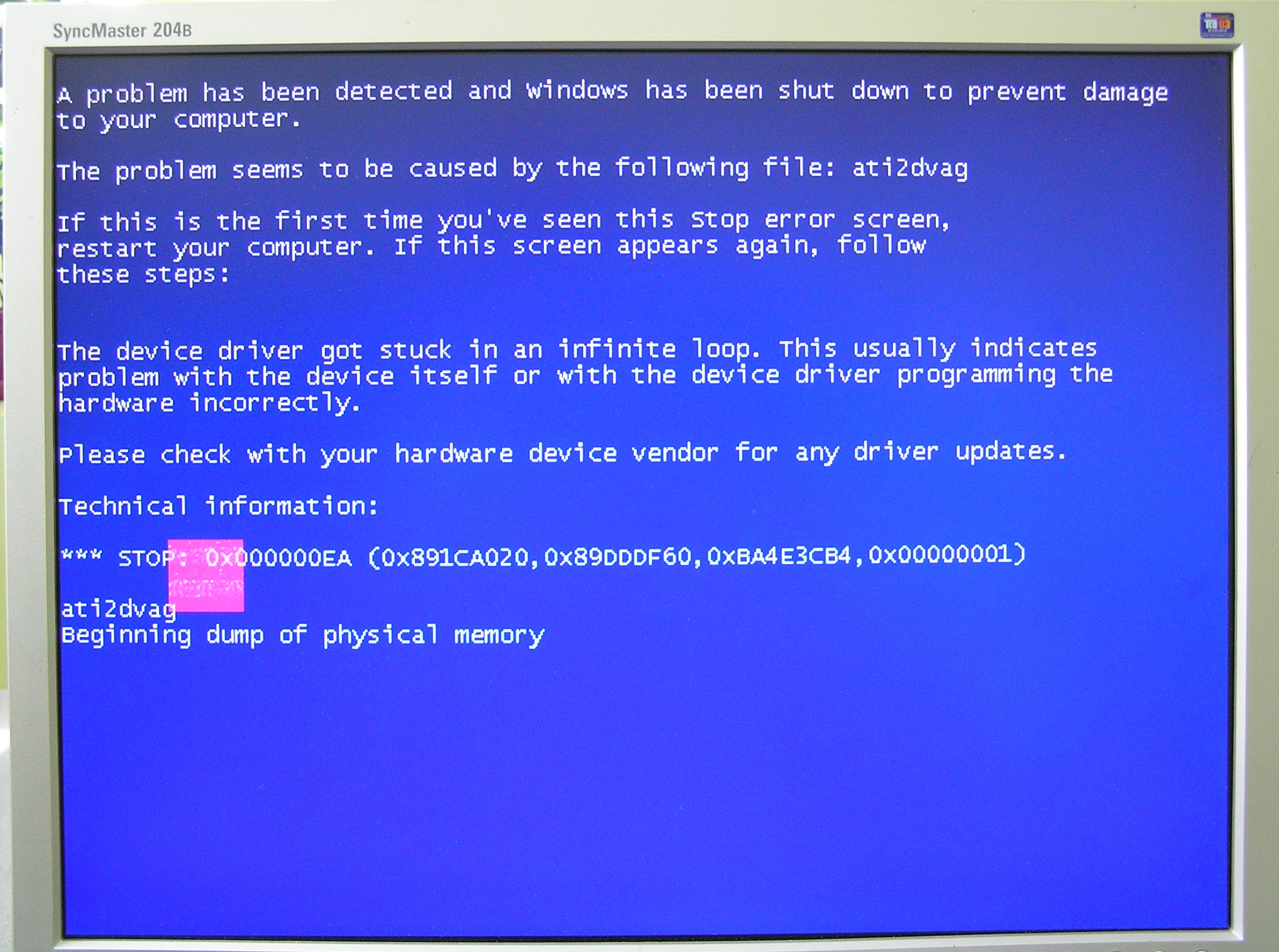
Esempio di BSOD. Se questo accade ogni volta che viene acceso il computer, si tratta di un caso di soft brick

Il dispositivo potrebbe fallire il boot, può anche mostrare diverse schermate di errore a seconda di quanto è corrotto l'elaboratore.
I dispositivi soft-brickati possono essere sistemati in un modo abbastanza semplice, in quanto di solito i danni non sono così tanto estremi.
Un esempio semplice di soft brick è quando aggiorni il tuo telefono Android e qualcosa va storto, come un’interruzione di corrente o un file corrotto: il telefono si accende ma resta bloccato sul logo, riavviandosi continuamente senza mai arrivare alla schermata principale. In questo caso l’hardware funziona, ma il sistema operativo è danneggiato. È un soft brick perché il problema si può risolvere reinstallando il software o facendo un reset, a differenza di un hard brick, dove il dispositivo non si accende proprio e può richiedere interventi hardware.

### Hard Brick
Un dispositivo hard-brickato mostra pochi o nessun segno di vita. è decisamente più difficile da sistemare.
Un esempio semplice di hard brick è quando provi a modificare il firmware del tuo telefono (per esempio installando una ROM personalizzata) e qualcosa va molto storto, come spegnere il dispositivo nel mezzo della scrittura della memoria: da quel momento il telefono non dà più segni di vita, non si accende, non vibra, non mostra il logo, come se fosse completamente morto. In questo caso è un hard brick, perché il danno è più profondo e di solito richiede strumenti hardware speciali o l'assistenza tecnica per poter essere riparato, a differenza di un soft brick che è risolvibile con il solo software.